# Juan Vélez de Guevara y Salamanca
Juan Vélez de Guevara y Salamanca Gaona y Velasco (1605-1688) fue un castellano, gentilhombre y primer marqués de Quintana de las Torres, Adelantado del Chocó y gobernador de Antioquia en el Nuevo Reino de Granada.

## Biografía
Fue hecho caballero de la Orden de Calatrava, mayordomo real,  Gentilhombre de boca del Rey Felipe IV y de la cámara de D. Juan de Austria, corregidor de Jerez y Córdoba, alcalde mayor perpetuo de Burgos, administrador general de los reales servicios de millones y alcaualas y demás rentas reales de Toledo y sus reinos. En el Nuevo Reino de Granada fue gobernador de Antioquia en dos ocasiones, primero en 1630 y después entre 1635 y 1643, alguacil mayor de la Audiencia de Santa Fe y Adelantado del Chocó.
El 30 de agosto de 1660 obtiene el título de Marqués de Quintana de las Torres.
Casado en Santafe con Gerónima de Caycedo y Carrillo el 7 de julio de 1630, Les sucedió su hijo Alonso Vélez de Guevara y Caycedo (1631-1680), como segundo marqués de Quintana de las Torres. su hija se casó con el marqués de Fuente Pelayo Fernando Matanza Corcuera y Gallo hecho gentilhombre de boca de Carlos II y corregidor perpetuo de Burgos y Madrid.
Descendiente de una de las tres casas nobles más prestigiosas de Écija, Sevilla, España hacia la Edad Media, entre ellas la de Peñaflor, Cortes de Graena y Quintana de las Torres respectivamente, que acabaron unidas en el primer tercio del siglo XIX y que marcaron profundamente la historia de Écija, un municipio de la provincia de Sevilla, España  desde la Baja Edad Media hasta 1958.